# Peter Mueller (rychlobruslař)
Peter Alan Mueller (* 27. července 1954 Madison, Wisconsin) je americký rychlobruslařský trenér a bývalý rychlobruslař.
Na Mistrovství světa juniorů startoval poprvé v roce 1973 (19. místo), o rok později byl šestnáctý. V roce 1974 se také představil na seniorském vícebojařském šampionátu (27. místo) a na sprinterském mistrovství světa (6. místo). Startoval na Zimních olympijských hrách 1976, kde zvítězil v závodě na 1000 m, na poloviční trati byl pátý. Téhož roku získal na Mistrovství světa ve sprintu bronzovou medaili. V následujícím ročníku šampionátu vybojoval stříbro a i v dalších letech se pohyboval v první desítce. Kilometrovou distanci na zimní olympiádě 1980 dokončil jako pátý. Po sezóně 1979/1980 ukončil sportovní kariéru.
V dalších letech působil jako rychlobruslařský trenér, vedl např. olympijské medailisty Bonnie Blairovou, Dana Jansena, Marianne Timmerovou, Jana Bose a Gianni Rommeho. Poprvé byl ženatý s americkou rychlobruslařkou Leah Poulosovou, posléze s Nizozemkou Marianne Timmerovou, se kterou se následně rovněž rozvedl.